# Psilos
Psilos (em grego clássico: Ψύλλοι; romaniz.: Psýlloi) foram uma tribo de líbios. De acordo com Estrabão, estavam a leste dos nasamões, enquanto Heródoto os colocou a oeste, na costa sul de Sirte. Plínio alegou que foram parcialmente destruídos pelos nasamões, sendo citados mais adiante, enquanto Heródoto alegou que foram totalmente destruídos numa tempestade de areia e os nasamões ocuparam seu país. Eram conhecidos como exímios encantadores de cobras, sendo capazes de curar feridas causadas por elas. Diz-se ainda que foram levados ao leito de Cleópatra ao ser picada por uma serpente.